# Лекниця
Лекниця (пол. Łeknica, нім. Lucknitz) — село в Польщі, у гміні Барвиці Щецинецького повіту Західнопоморського воєводства.
Населення — 626 осіб (2011).
У 1975-1998 роках село належало до Кошалінського воєводства.

## Демографія
Демографічна структура станом на 31 березня 2011 року:
|          | Загалом | Допрацездатний вік | Працездатний вік | Постпрацездатний вік |
| -------- | ------- | ------------------ | ---------------- | -------------------- |
| Чоловіки | 313     | 83                 | 209              | 21                   |
| Жінки    | 313     | 79                 | 184              | 50                   |
| Разом    | 626     | 162                | 393              | 71                   |